# François De Smet
François De Smet (ur. 3 maja 1977 w Brukseli) – belgijski dziennikarz, pisarz, filozof i polityk, parlamentarzysta, od 2019 do 2024 lider DéFI.

## Życiorys
Z wykształcenia filozof, uzyskał doktorat w tej dziedzinie na Université Libre de Bruxelles. Jako dziennikarz związany z dziennikiem „La Libre Belgique” oraz stacją radiową La Première należącą do RTBF. Autor licznych publikacji książkowych z zakresu filozofii, a także współtwórca kilku filmów dokumentalnych.
W latach 1999–2004 był doradcą Hervégo Hasquina, ministra-prezydenta wspólnoty francuskiej Belgii. Zajmował później inne stanowiska w administracji tej wspólnoty. Był też działaczem organizacji, zajmujących się zwalczaniem rasizmu i kwestiami równouprawnienia. W latach 2015–2019 kierował instytucją Myria, federalnym centrum do spraw migracji.
W wyborach w 2019 z ramienia partii DéFI, reprezentującej głównie francuskojęzycznych mieszkańców Regionu Stołecznego Brukseli, uzyskał mandat posła do federalnej Izby Reprezentantów. Z powodzeniem ubiegał się o reelekcję w 2024.
W grudniu 2019 został nowym przewodniczącym tego ugrupowania, zastępując jej wieloletniego lidera Oliviera Maingaina. Ustąpił z tej funkcji po słabych wynikach wyborczych z czerwca 2024, w następnym miesiącu na czele partii stanęła Sophie Rohonyi.